# Claudia Reiche
Claudia Reiche est une artiste et commissaire d'exposition allemande qui s'intéresse aux interfaces entre l'art, la science et les cultures numériques. Elle s'intéresse particulièrement aux questions de média, de psychanalyse, de cultures cinématographiques et de l'image ainsi qu'aux effets épistémologiques, esthétiques et politiques des technologies numériques. Claudia Reiche est active dans des projets féministes et queer et est connue pour son travail dans des collaborations telles que thealit Frauen. Culture. laboratoire à Brême et fait partie du groupe Old Boys Network (OBN), une initiative cyberféministe présente, entre autres, à la documenta X (1997),.

## Biographie

### Enfance et formation
Elle termine ses études cinématographiques à l'Université des Beaux-Arts de Hambourg, et obtient sa maîtrise en littérature à l'Université de Hambourg puis son doctorat en théorie de l'art et des médias à l' Académie des arts médiatiques de Cologne.

### Enseignement
Claudia Reiche enseigne dans les domaines de la théorie des médias et de l'art dans les écoles supérieures d'art et les universités de Hambourg, Braunschweig, Paderborn, Bratislava, Oldenbourg, Bâle, Berlin et Brême. Claudia Reiche est professeure invitée de théorie et d'histoire des médias contemporains à l'université Carl von Ossietzky d'Oldenbourg. Elle dirige le projet de recherche sur l'image corporelle. Transformations médiatiques des personnes en médecine à l'Université de Hambourg.

### Activités
Très tôt, elle utilise des méthodes interdisciplinaires pour réaliser des projets alliant art et science. Claudia Reiche réfléchit sur les technologies numériques et les normes sociales à travers son travail scientifique et artistique,.
Son travail développe des approches cyberféministes sur la question de savoir comment les relations homme/machine sont façonnées par les mots et les images. Avec Andrea Sick, elle dirige le projet européen Cyberfeminism. Avec Helene von Oldenburg, elle est commissaire de The Mars Patent, le premier site d'exposition sur Mars,.
Selon Monoskop, Claudia Reiche est l'une des figure clé du mouvement cyberféministe des années 1990,. Elle est au centre de nombreux ouvrages qui traite du sujet comme l'indique Rolf Löchel pour Critique de litterature. En tant que membre du Old Boys Network, elle a largement contribué au débat international sur les rôles de genre et les technologies par une série de conférences et de publications,. Le journal Hindu de 2016 retrace sa philosophie exposée dans une exposition en Inde. Parallèlement à son travail universitaire, Claudia Reiche est présente en tant que modératrice et intervenante lors d'événements internationaux. Parmi ses travaux, on peut citer l'exposition Hijra Fantastik, réalisée en 2018 en collaboration avec le Goethe-Institut de Bangalore et présentée au Schwules Museum de Berlin. Elle écrit des textes pour d'autres artistes comme Krista Beinstein, réalise des performances avec elles et les anime. En 2023, elle a par exemple dirigé un débat avec Ashley Hans Scheirl au Palais de Tokyo à Paris sur les thèmes queer et féministes dans l'art cinématographique.
En tant qu'auteure et éditrice, elle publie de nombreux textes traitant du cyberféminisme, des cultures numériques et des intersections de l'art, de la science et de la technologie. Elle co-écrit et édite Cyberfeminism, Next Protocols, un important recueil d'essais éclairant les fondements et l'avenir du cyberféminisme.

## Enseignement
Claudia Reiche enseigne dans le domaine de la théorie des médias et de l’art, dans des écoles supérieures d’art et des universités à Hambourg, Brunswick, Paderborn, Bratislava, Oldenbourg, Bâle, Berlin et Brême. Claudia Reiche a été professeure invitée pour la théorie et l’histoire des médias contemporains à la Université Carl von Ossietzky à Oldenbourg. Elle a dirigé le projet de recherche Images du corps. Métamorphoses médiatiques de l’humain en médecine à l’Université de Hambourg.

## The Mars Patent
- 1999 : Le monde imaginaire, Shedhalle Zürich, The Mars Patent[16]
- 2001 : Espace, De la gravité terrestre à la surface de Mars, Time Based Arts, Ferens Art Gallery, Kingston upon Hull, The Mars Patent
- 2002 : Un lieu peu agréable – mais mieux que le monde, Copyright Projektbüro, Projektraum Kampl, Berlin, The Mars Patent[17]
- 2004 : Espace : Science, Technologie et Arts, atelier Project Muse, Centre européen de recherche et de technologie spatiale, Noorwijk, The Mars Patent[18]
- 2005–2006 : Retour dans l’espace, commissariat Christoph Heinrich, Galerie der Gegenwart, Kunsthalle Hamburg / Siemens Arts Program, The Mars Patent[19]
- 2007 : Mars Patent – uniquement des prénoms féminins, Kunsthalle Wien, Project Space, en coopération avec Die Angewandte[20]
- 2007 : Nous sommes ailleurs #2, Web-Lounge Hambourg, The Mars Patent[21]
- 2008 : Carrefours. Savoirs nomades & stratégies artistiques, Bishkek Art Center, Bichkek, Kirghizistan, The Mars Patent
- 2008 : L’espace comme ligne de fuite, Kunstverein Wolfsburg, The Mars Patent
- 2009 : Espace partagé, Einstellungsraum e.V., Hambourg, The Mars Patent[22]
- 2009–2010 : Brevet Mars, Espace libre, installation diorama, Frauen.Kultur.Labor. thealit, Brême
- 2024 : Récapituler LE BREVET MARS, 4 installations vidéo (avec Helene von Oldenburg) lors de NOPE, Stadtwerkstatt Linz / ars electronica[23]

## Expositions (sélection)
- 1999 : condition_réseau, ZKM Karlsruhe, old boys network, 'obn@zkm'[24],[25]
- 2003 : cube blanc n°1 – ÉTENDRE, La Main avatarienne / The Avatarian Hand, Volkartstiftung, Winterthur et Neues Museum Weserburg
- 2004 : Anthologie de l’art, éd. Jochen Gerz, GÉNÉRATION #12/26, 142. Claudia Reiche, sans titre, Martin-Gropius-Bau, Berlin ; Akademie der Künste, Berlin ; ZKM, Karlsruhe ; Kunst- und Ausstellungshalle de la République fédérale d’Allemagne, Bonn[26]
- 2006 : Cyberfem. Féminismes sur le paysage électronique, EACC Espai d’Art Contemporani de Castelló, old boys network[27]
- 2009 : 6e Biennale internationale d’art graphique contemporain de Novossibirsk[28]
- 2010 : Responsabilité illimitée, commissaire Michel Chevalier, TUNDRA::::ORGANISM, Vidéo, boucle, Hambourg
- 2010–2011 : Programme Ars Bioarctica, Artiste en résidence, Bioart Society, Kilpisjärvi, Finlande[29]
- 2011 : Eurozentrika, Migrations visuelles – Images en mouvement, Berlin, LEAP (Lab for Electronic Arts and Performance)
- 2014 : Nature sauvage civile, avec Helene von Oldenburg, Grey Cube Galleriat Helsinki, Zoo de Korkeasaari, Helsinki[30]
- 2015 : L’intervalle comme espace protecteur. Sur le montage de Dziga Vertov « entre les mouvements », performance-conférence, Espace protecteur Politique / Esthétique / Médias, Frauen.Kultur.Labor. thealit Brême[31]
- 2017 : Expositions collectives : AVENIR 1 : 2057 et AVENIR 2 : 2417, FRISE Künstlerhaus + Abbildungszentrum, Hambourg[32],[33]
- 2017 : Nature sauvage civile (avec Helene von Oldenburg), Corridor (bio)diversité dans le district d’Oldenburg, Artecology Network[34]
- 2017 : Densification – Descriptions de lieux sur fond de disparition des espaces urbains, FRISE Künstlerhaus + Abbildungszentrum, Hambourg[33]
- 2017 : RÉÉCRIRE LA RÉALITÉ, commissaire Belinda Grace Gardner, Flat 1, Vienne (Wiener Festwochen)[35]
- 2018 : Salon sauvage, performance-conférence sur Civil Wilderness lors du « 13e Salon digital », HFK Brême (avec Helene von Oldenburg), https://vimeo.com/278641013
- 2018 : ZOH500, Château d’Eutin[36]
- 2019 : STWST48X5, RESTER INACHEVÉ, Stadtwerkstatt Linz[37]
- 2023 : INACHEVÉ, commissaires Tanja Brandmayr, Shu Lea Cheang, Franz Xaver, Ars electronica[38]
- 2020 : Discussion bactérienne en ligne via Zoom, à la place de la « Machine lunaire », Mass & Fieber, Ost, avec Antonia Labs, Leonardo Raab, Brigitte Helbling, dans le cadre du festival Hauptsache Frei, Kampnagel Hambourg[39]
- 2020 : Nouvelle vision, avec Markus Heltschl, Eva Krivanec, Thomas Tode, dirigé par Teresa Retzer, ZKM Karlsruhe[40]
- 2021–2022 : Là où c’était – Localisation de cinq objets au Musée régional de Birkenfeld (avec Helene von Oldenburg), Musée régional de Birkenfeld[41]
- 2021–2022 : Là où c’était – Localisation d’une « pièce de Kirchwerder, Vierlande 1812 » du Musée d’Altona (avec Helene von Oldenburg), Musée d'Altona avec FRISE Künstlerhaus + Abbildungszentrum[42]
- 2022 : le féminisme est un navigateur, discussion en ligne avec Charlotte Eifler lors de : [Digital] Present Feminist Futures, commissaires : Silvia Sadzinski, Katharina Koch, Berlin, alpha nova galerie futura[43]
- 2022 : Conférence et modération de discussion avec Anna Pein et Oliver Sturm autour de la pièce radiophonique Chambre de fille avec soldats (2006), Berlin, Akademie der Künste[44]
- 2023 : chez soi…, installation multimédia photo, vidéo, son, de l’autre côté, exercices sur la mort, MOM Art Space, Fabrique im Gängevietel Hambourg ; thealit Arbeitszimmer Brême, dans le cadre de « L’Art de l’urgence », conception et exposition collective, https://momartspace.com/2023/08/01/hinuber-ubungen-zum-tod/
- 2023 : STWST 9 x 48, 2023 PARADIS FROID, « fini ». Exercices sur la mort / fini. Exercices sur la mort. Stadtwerkstatt, Linz[45]
- 2023 : Conférence avec Ashley Hans Scheirl et Claudia Reiche, lors de : Double, exposition Jakob Lena Knebl, Ashley Hans Scheirl, commissaire Daria de Beauvais, Palais de Tokyo, Paris[46]
- 2025 : chez soi (Exercices sur la mort, Partie I), lors de : Vanité ! Vanitatum Vanitas ! – La fugacité de la vie, commissaires Julia Melzner, Elke Suhr, Schauraum Hambourg[47]
- 2025 : Cine*Ami*es, 60 ans de cinéma à la HfbK Hambourg, Fils ouverts du cyberféminisme, commissaire Elisa Linseisen[48]

## Vidéos, projets multimédias
- 1988 : C.I.R.C.U.S.F.I.L.M., DE 1988, 42 min, réalisation, caméra, son, montage : Anna Pein, Claudia Reiche[49]
- 2011 : démolition, DE 2011, 12:26 min, réalisation : Dorothea Carl, Claudia Reiche, festivals : 53e Journées nordiques du film de Lübeck, 28e Festival du film documentaire et vidéo de Kassel, 9e Semaine du film documentaire de Hambourg, 59e Festival du film documentaire et court métrage de Belgrade, The London International Documentary Festival LIDF[50]
- 2016 : Soulèvements du sol, DE 2016, 19:48 min, réalisation Dorothea Carl, Claudia Reiche, festivals : Hamburger Filmschau au Filmfest Hambourg, Filmforum des 58e Journées nordiques du film de Lübeck, 5e Delhi Shorts International Film Festival, Indian World Film Festival – 17, 33e Festival international du court métrage de Hambourg, Sélection Stockholm Independent Film Festival, film altonale, werkleitz Festival, « plus encore, pas encore », Halle, Asian Film Centre-Global Fest, « Que filme-t-on… et pourquoi ? » Künstlerhaus Frise Hambourg, Bilbao ZINEBI – LA CIUDAD SI ES POUR MOI – hACERÍA arteak
- 2018 : QUELSEXLESOLEILLELALUNEETTOI, DE 2018, 4:55 min (montage : Dorothea Carl)[51]
- 2019 : HIJRA FANTASTIQUE (projet multimédia, film, photo, vidéo), festivals : 5e Delhi Shorts International Film Festival, Schwules Museum Berlin
- 2024 : C.I.R.C.U.S.P.H.O.T.O.S., DE 2024, 5:41 min, réalisation : Anna Pein, Claudia Reiche, caméra, montage : Claudia Reiche[52]
- 2024 : Photos Marianne Schuller 1989–91, DE 2024, 3:21 min, réalisation, caméra, montage : Claudia Reiche, avec la composition « Jouet », Clio Montrey [2009][53]

## Publications
- (en) 100 Anti-Theses of Cyberfeminism, 1997 (lire en ligne)
- (de) Marianne Schuller, Claudia Reiche et Gunnar Schmidt, BildKörper. Verwandlungen des Menschen zwischen Medium und Medizin, Münster, LIT Verlag, 1998 (ISBN 3-8258-3874-9)
- (en) avec Cornelia Sollfrank et Old Boys Network (ed.), First Cyberfeminist International: Old Boys Network Reader 1, obn, obn, 1998 (lire en ligne)
- (en) Old Boys Network: Next Cyberfeminist International. Rotterdam, March 8–11, 1999 : Old Boys Network Reader 2, OBN, 1999 (ISBN 978-3-93355-714-8, lire en ligne)
- (en) avec Helene von Oldenburg (ed.), Very Cyberfeminist International: OBN Conference Hamburg, December 13–16, 2001 : Old Boys Network Reader 3, Berlin, b_books, 2001 (ISBN 978-3-93355-734-6, lire en ligne [PDF])
- (en) avec Andrea Sick (ed.), Technics of Cyber ‹ › Feminism. ‹mode=message›, Bremen, thealit Frauen.Kultur.Labor., 2002 (ISBN 978-3-93092-403-5)
- (de) Andrea Sick, Ulrike Bergermann, Elke Bippus, Marion Herz, Helene von Oldenburg, Claudia Reiche et Jutta Weber (eds.), Eingreifen. Viren, Modelle, Tricks, Bremen, thealit Frauen.Kultur.Labor., 2003 (ISBN 3-930924-04-8)
- (en) avec Verena Kuni et Old Boys Network (eds.), Cyberfeminism, Next Protocols, New York, Autonomedia, 2004 (ISBN 978-1-57027-149-6)
- (de) Digitaler Feminismus : labor:theorie Band 1, Bremen, thealit Frauen.Kultur.Labor., 2006 (ISBN 3-930924-06-4)
- (en) avec Andrea Sick (ed.), Do not exist: Europe, Women, Digital Medium, Bremen, thealit Frauen.Kultur.Labor., 2008 (ISBN 978-3-930924-13-4)
- (de) Digitale Körper, geschlechtlicher Raum, Das medizinisch Imaginäre des „Visible Human Project“, Bielefeld, Transcript, 2011 (lire en ligne)[54],[55]
- (de) avec Sandra Ortmann, Martina Kock, Jana Katz, Andrea Sick, Jana Schenk (eds.), Sissy Boyz. Queer Performance, Bremen, thealit Frauen.Kultur.Labor., 2011
- (de) avec Helene von Oldenburg, Gründe gab es genug / causalities, Bremen, thealit Frauen.Kultur.Labor. (ISBN 978-3-930924-18-9)
- (de) avec Andrea Sick (ed.), Was ist Verrat?, Bremen, thealit Frauen.Kultur.Labor., 2012
- (de) Claudia Reiche (ed.), quite queer, Bremen, thealit Frauen.Kultur.Labor., 2014 (ISBN 978-3-930924-22-6)
- (de) Hijra Fantastik, Bremen, thealit Frauen.Kultur.Labor., 2018 (ISBN 978-3-930924-25-7)
- (de) avec Andrea Sick (ed.), Debattierte! Antagonismen aufführen, Bremen, thealit Frauen.Kultur.Labor., 2018 (ISBN 978-3-930924-23-3)
- (de) COAPPARATION I, II, III, Bremen, thealit Frauen.Kultur.Labor., 2022 (ISBN 978-3-930924-24-0, DOI 10.26017/TDAT00-THEALIT01)
- (de) Kann weg: alles. Ein Spiel mit neuen Regeln – Can Go: Everything. A Match with new Rules, Linz, Stadtwerkstatt Linz, 2024 (lire en ligne)